# Lely Resort (Floride)
Lely Resort est une census-designated place du comté de Collier, dans l'État de Floride, aux États-Unis,. En 2020, elle compte une population de 7 619 habitants.